# 서양배나무
서양배나무(학명: Pyrus communis)는 중·동부 유럽과 서아시아가 원산지인 배나무속의 종이다.